# Team Rubicon
Team Rubicon — американская общественная организация, основанная вышедшими на пенсию морскими пехотинцами США Уильямом Макналти и Яковом Вудом. Задачей организации является объединение навыков и опыта военных ветеранов для экстренного реагирования и развертывания аварийно-спасательных работ. Организация была сформирована в январе 2010 года после землетрясения на Гаити, когда Макналти и Вуд привели медицинскую бригаду в Порт-о-Пренсе через три дня после землетрясения. На улицах Порт-о-Пренса военные ветераны организации поняли простую истину, что стихийные бедствия создают много проблем, похожих на те, с которыми сталкиваются войска в Ираке и Афганистане: паника среди населения, ограниченные ресурсы и неточная информация. Навыки, приобретенные на полях сражений — экстренная медицина, оценка и уменьшение риска, работа в команде, решительное руководство — неоценимы в зонах стихийных бедствий.
После землетрясения на Гаити команда принимала участие во множестве других международных операций, включая активность в Пакистане, Чили, Бирме, Судане и Турции. Внутри страны члены организации помогали устранять последствия торнадо Midwest, Branson, торнадо в Далласе, урагана Ирэн, тропического шторма Дебби, урагана Исаак, урагана Сэнди, разрушения торнадо Мур, штат Оклахома. Роль команды в ликвидации бедствий заключается в оказании своевременной гуманитарной помощи, также участие в подобной деятельности дает возможность ветеранам продолжать служить.
Команда организована по образцу Федерального агентства по управлению в чрезвычайных ситуациях в десяти регионах. Регион I включает Мэн, Нью-Гэмпшир, Вермонт, Массачусетс, Коннектикут и Род-Айленд. Регион II включает Нью-Йорк и Нью-Джерси. Область III включает Пенсильванию, Делавэр, Мэриленд, Вирджинию и Западную Вирджинию. Регион IV включает Кентукки, Теннесси, Северную Каролину, Южную Каролину, Джорджию, Флориду, Алабаму и Миссисипи. Регион V включает в себя Огайо, Индиану, Иллинойс, Мичиган, Висконсин и Миннесоту. Регион VI включает Луизиану, Арканзас, Техас, Оклахому и Нью-Мексико. Регион VII включает Айову, Небраску, Канзас и Миссури. Регион VIII включает Северную Дакоту, Южную Дакоту, Вайоминг, Монтану, Колорадо и Юту. Регион IX включает Калифорнию, Неваду, Аризону и Гавайи. В регион X входят Аляска, Вашингтон, Орегон и Айдахо.
Команда также является некоммерческим партнером Got Your 6.